# Kiewa River
Kiewa River är ett vattendrag i Australien. Det ligger i delstaten Victoria, omkring 260 kilometer nordost om delstatshuvudstaden Melbourne.
Trakten runt Kiewa River består till största delen av jordbruksmark. Runt Kiewa River är det ganska tätbefolkat, med 80 invånare per kvadratkilometer. Genomsnittlig årsnederbörd är 1 200 millimeter. Den regnigaste månaden är juli, med i genomsnitt 153 mm nederbörd, och den torraste är november, med 53 mm nederbörd.